# DJ Jazzy Jeff & the Fresh Prince
DJ Jazzy Jeff & The Fresh Prince foi um grupo de hip hop que foi popular nos anos 80 e 90. O vocalista, Will Smith (The Fresh Prince), conheceu Jeff Townes (DJ Jazzy Jeff) enquanto tentando se estabelecer na cena hip hop local de West Philadelphia. 
Eles receberam o primeiro Grammy de rap já entregue a um artista em 1989 por "Parents Just Don't Understand". Os dois permanecem amigos e afirmam que nunca debandaram, tendo criado músicas para a carreira solo de Smith.

## Discografia
| Ano  | Álbum                                          |
| ---- | ---------------------------------------------- |
| 1987 | Rock the House                                 |
| 1988 | He's the DJ, I'm the Rapper                    |
| 1989 | And in this Corner…                            |
| 1991 | Homebase                                       |
| 1993 | Code Red                                       |
| 1998 | Greatest Hits                                  |
| 2000 | Before the Willenium                           |
| 2003 | Platinum & Gold Collection                     |
| 2006 | The Very Best Of Jazzy Jeff & The Fresh Prince |